# آدم‌ربایی

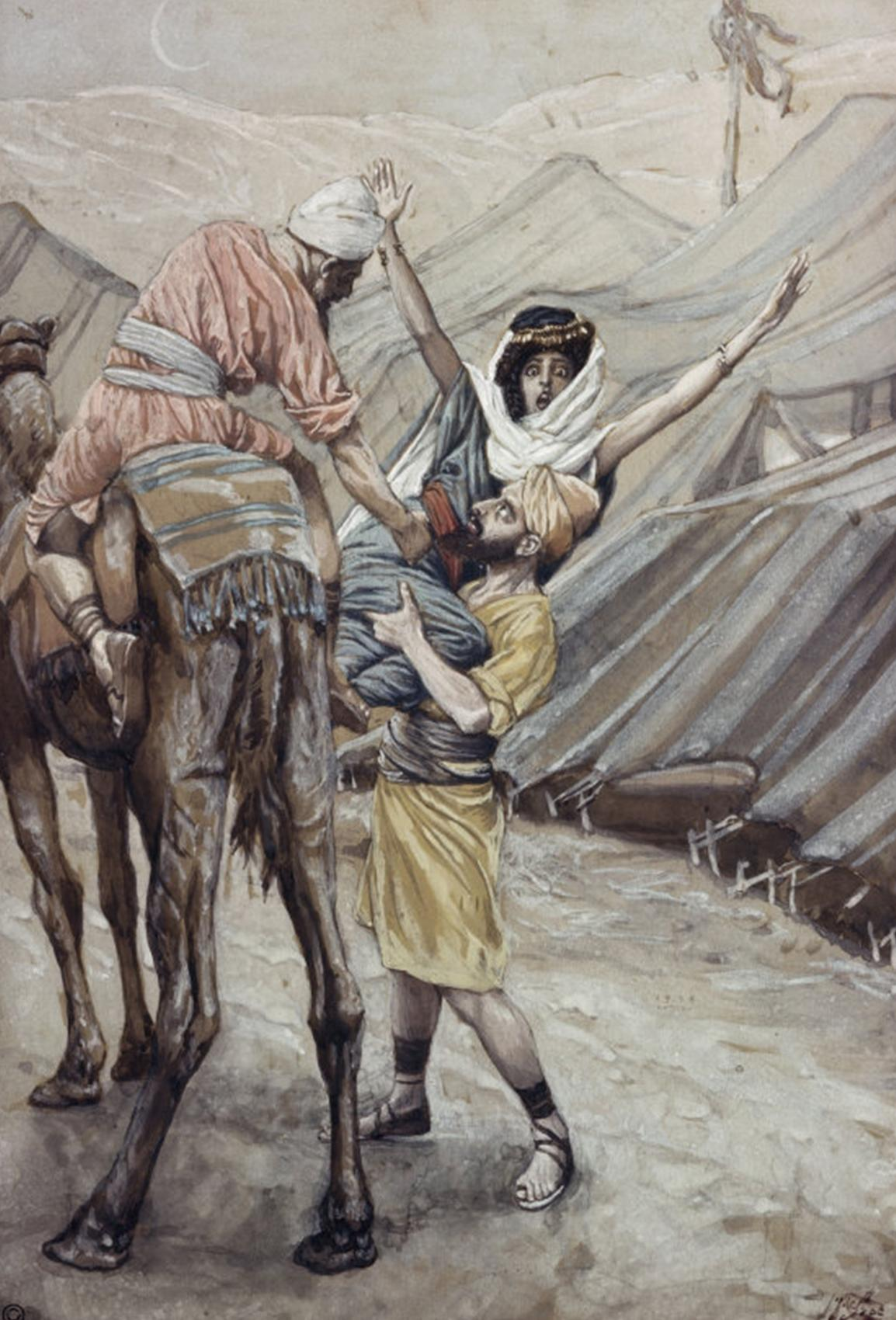
ربودن دینه (آبرنگ c. 1896 – ۱۹۰۲ اثر جیمز تیسو)

آدم‌ربایی (انگلیسی: Kidnapping) در حقوق کیفری، جابجایی غیرقانونی و بازداشت کردن یک فرد خلاف خواسته‌اش، تعریف شده‌است و در تعریف پلیس: انتقال یک شخص بدون رضایت او، از محلی به محل دیگر، با استفاده از زور، تهدید یا فریفتن را آدم‌ربایی می‌گویند.
بنابراین، آدم‌ربایی یک جرم مرکب است. همچنین می‌توان آن را به حبس دروغین تعبیر کرد، که هر دو جرائم جداگانه‌ای هستند که به صورت هم‌زمان به همان جرم آدم‌ربایی مربوط می‌شوند. آدم‌ربایی معمولاً، و نه لزوماً به وسیله زور یا ترس انجام می‌شود. به این معنا، مجرم ممکن است از یک سلاح استفاده کند تا قربانی را وارد وسیله نقلیه‌ای بکند، اما حتی اگر قربانی به دل‌خواه خود سوار خودرو شود، به عنوان مثال، تصور کند که این یک تاکسی است، آدم‌ربایی محسوب می‌شود.
آدم‌ربایی ممکن است به منظور درخواست پول در قبال آزادی قربانی یا مقاصد غیرقانونی انجام گیرد. آدم‌ربایی می‌تواند با آسیب‌های جسمی همراه باشد که باعث افزایش جرم آدم‌ربایی می‌شود.

## انواع
- عروس‌ربایی یک اصطلاح است که شامل ربودن هر عروس خلاف نظر والدینش می‌باشد، حتی اگر عروس مایل به ازدواج با فرد مربوط باشد. این عمل در میان اقوام خاص عشایر سنتی آسیای مرکزی رخ می‌دهد. پس از فروپاشی اتحاد جماهیر شوروی و نقض حقوق زنان در قرقیزستان شاهد آن هستیم.[۲]
- آدم‌ربایی اکسپرس یک نوع ربایش است که در برخی از کشورها، عمدتاً در آمریکای لاتین استفاده می‌شود،[۳] که در آن یک میزان پول از یک شرکت یا خانواده که به راحتی بتواند پرداخت کند، در مقابل فرد ربوده شده درخواست می‌شود.
- آدم‌ربایی موسوم به ببر، گروگان‌گیری یک دوست یا همکار یا یک فرد نزدیک قربانی می‌باشد: به عنوان مثال یک کودک به گروگان گرفته می‌شود تا خواست خود را به خانواده کودک اعمال کنند.
- آدم‌ربایی مجازی[۴] نوعی طرح اخاذی است که قربانی را فریب می‌دهد تا برای آزادی فردی که با خشونت یا مرگ تهدید می‌شود، باج بپردازند. آدم‌ربای مجازی واقعاً فرد را نمی‌رباید بلکه با فریب و ترفند[۵] قربانی را وادار می‌کند، پیش از لو رفتن نقشه‌اش، مبلغ اخاذی را پرداخت کند.[۶]

## محکومیت‌ها

### کانادا
آدم‌ربایی که منجر به قتل نشود، یک جرم ژنتیکی است که با حداکثر مجازات حبس ابد محکوم می‌شود (اگر در ۱۸ ماه محاکمه انجام شود). قتل ناشی از آدم‌ربایی جنایت درجه اول محسوب شده و مجرم به حبس ابد محکوم خواهد شد (مجازات اجباری برای قتل در قانون کانادا).

### هلند
ماده ۲۸۲ گروگان‌گیری را ممنوع کرده‌است (و آدم‌ربایی نوعی گروگان‌گیری است). قسمت ۱ از ماده ۲۸۲ مجازات گروگان‌گیران را حداکثر ۸ سال حبس یا دریافت غرامت نقدی بر اساس دسته‌بندی پنجم مشخص می‌کند. بخش ۲ تا حداکثر ۹ سال حبس یا جریمه نقدی بر اساس دسته‌بندی پنجم در صورتی که آسیب جدی وجود داشته باشد مشخص می‌کند. در صورتی که قربانی کشته شده باشد، بخش ۳ این قانون تا حداکثر ۱۲ سال یا جریمه نقدی بر اساس دسته‌بندی پنجم مشخص کند. قسمت ۴ افرادی را که با آدم‌رباها همکاری می‌کنند را نیز محکوم کنند (مثلاً صاحب محلی که در آن قربانی نگهداری شده‌است). قسمت ۱، ۲ و ۳ نیز مربوط به این اعمال می‌باشد.

### ایران
طبق ماده ۶۲۱ قانون مجازات اسلامی، بخش تعزیرات و مجازات‌های بازدارنده و ماده ۱۹ این قانون در خصوص مجازات آدم‌ربایی:
«هر کس، به قصد مطالبه وجه یا مال یا به قصد انتقام یا به هر منظور دیگری، به عنف یا تهدید یا حیله یا به هر نحو دیگر، شخصاً یا توسط دیگری، شخصی را برباید یا مخفی کند، در صورتی که ارتکاب جرم، به عنف یا تهدید باشد، به حبس درجه چهار و در غیر این صورت، به حبس درجه پنج محکوم خواهد شد.

در صورتی که سن مجنی علیه، کمتر از پانزده سال تمام باشد یا ربودن توسط وسایل نقلیه انجام پذیرد یا به مجنی علیه، آسیب جسمی یا حیثیتی وارد شود، مرتکب، به حداکثر مجازات تعیین شده، محکوم خواهد شد و در صورت ارتکاب جرایم دیگر، به مجازات آن جرم نیز محکوم می‌گردد.»
طبق این ماده، مجازات آدم‌ربایی، در مواردی که آدم‌ربایی، بدون زور و تهدید بوده و بدون وسیله نقلیه، انجام شده باشد، حبس از ۲ سال تا ۵ سال، خواهد بود و در مواردی که با زور و تهدید باشد، حبس بیش از ۵ سال تا ۱۰ سال، خواهد بود. همچنین، در مواردی که آدم‌ربایی، با وسیله نقلیه یا با آسیب جسمی یا حیثیتی صورت گیرد یا سن مجنی علیه، کمتر از ۱۵ باشد، حداکثر حبس مجازات آدم‌ربایی، یعنی ۱۰ سال، اعمال خواهد شد.

## آمار
|    | ۱۹۹۹                               | ۲۰۰۶          | ۲۰۱۴      |
| -- | ---------------------------------- | ------------- | --------- |
| ۱  | کلمبیا                             | مکزیک         | مکزیک     |
| ۲  | مکزیک                              | عراق          | هند       |
| ۳  | برزیل                              | هند           | پاکستان   |
| ۴  | فیلیپین                            | آفریقای جنوبی | عراق      |
| ۵  | ونزوئلا                            | برزیل         | نیجریه    |
| ۶  | اکوادور                            | پاکستان       | لیبی      |
| ۷  | روسیه و کشورهای مستقل مشترک‌المنافع | اکوادور       | افغانستان |
| ۸  | نیجریه                             | ونزوئلا       | بنگلادش   |
| ۹  | هند                                | کلمبیا        | سودان     |
| ۱۰ | آفریقای جنوبی                      | بنگلادش       | لبنان     |

- آدم‌ربایی برای کشتن و از بین بردن، امروزه در بخش‌های مختلف جهان اتفاق می‌افتد و بعضی از شهرهای و کشورها اغلب به عنوان «پایتخت جهانی» در این زمینه شناخته می‌شوند.
- از سال ۲۰۰۷، این عنوان متعلق به عراق است که احتمالاً ۱۵۰۰ سرباز خارجی را ربوده‌است. در سال ۲۰۰۴، مکزیک بود، و در سال ۲۰۰۱، کلمبیا بود.
- با این حال، تا سال ۲۰۱۶، تعداد آدم‌ربایی‌ها در کلمبیا تا ۲۰۵ مورد کاهش یافته‌است و همچنان در حال کاهش است.
- به‌دست آوردن اعداد واقعی در مکزیک به دلیل ترس از دخالت پلیس در آدم‌ربایی دشوار است.

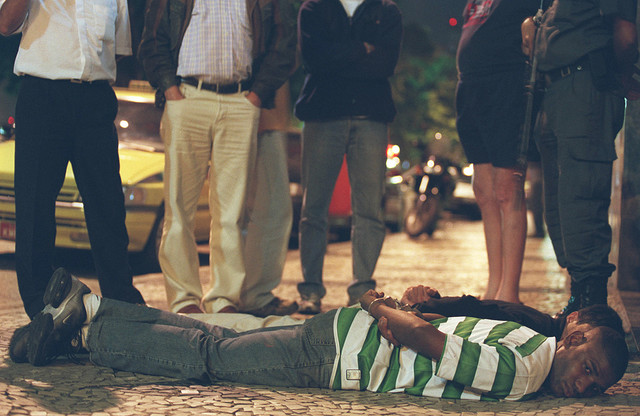
آدم ربایان بازداشت شده در ریو دو ژانیرو، برزیل بر روی زمین